# Мазепа (фільм, 1914)
«Мазепа» (1914) - німий художній короткометражний фільм Петра Чардиніна, знятий за поемою Юліуша Словацького. 

## Сюжет
В основу сюжету фільму покладені міфічні любовні відносини Івана Мазепи, коли він був постільничим при дворі польського короля Яна Казимира. Їх виникнення пов'язане з конфліктом,який  стався між Мазепою і шляхтичем Яном Пасєков. Пассек в 1661 році підтримував таємні стосунки з опозиційно налаштованими до короля конфедератами. Як вірний слуга, Мазепа був змушений повідомити про це своєму сюзерену. У результаті Я. Пасек був заарештований, але він зумів переконати суддів у своїй невинності. 

Яку помсту Пассек придумав і поширив інформацію про роман Мазепи з дружиною шляхтича Станіслава Фальбовського. У результаті ця історія нібито закінчується сценою розправи чоловіка над коханцем своєї дружини: 
 «... Роздяши його догола, посадили лицем до хвоста, а ногами до кінської голови на його власного коня, заздалегідь знявши з нього сідло. Руки зв'язали за спиною, а ноги підв'язали під черевом коня. На коня від природи швидкого, накричали, вдарили батогами, зірвавши йому з голови ковпак, і стріляли над ним кілька разів. Переляканий кінь помчав додому, як скажений. А треба було їхати через густі зарості, глід, ліщину, грушину, терен, не простим шляхом, а стежками ... І треба було по дорозі часто нахилятися, тримаючи віжки в руках, обходити небезпечні місця. Бувало, що гілка вдарить по голові і роздере одяг. Отже, можна собі уявити, як був поранений голий вершник, враховуючи, що швидкий і переляканий кінь від страху і болю летів наосліп, куди його несли ноги, поки перелетів через ліс ... Добравшись до дому увесь поранений, Мазепа почав кричати "Сторожа!" ... Вони не вірили, але нарешті його впустили, знемогшого і замерзлого, він майже не міг розмовляти »  . 
Ця історія і покладена в основу сюжету фільму. Тирану - воєводі, протистоїть ціла галерея позитивних героїв, які перемагають тирана. 

## Актори
- Іван Мозжухін -  Мазепа
- Арсеній Бібіков -  король Ян Казимир
- Едуард Пухальський -  воєвода
- Надія Нельська -  Амелія
- Микола Нікольський -  Збігнєв